# Contea di Tumut
La contea di Tumut è una Local Government Area che si trova nel Nuovo Galles del Sud. Essa si estende su una superficie di 4.566 chilometri quadrati e ha una popolazione di 11.480 abitanti. La sede del consiglio si trova a Tumut.